# توماش استانیک
توماش استانیک (انگلیسی: Tomáš Staněk؛ زادهٔ ۱۳ ژوئن ۱۹۹۱) ورزشکار دو و میدانی اهل جمهوری چک است.